# La Cigale (nouvelle)
Pour les articles homonymes, voir Cigale et La Cigale (homonymie).
La Cigale est une nouvelle d'Anton Tchekhov (russe : Попрыгунья - Poprygounia).

## Historique
La Cigale est initialement publiée dans la revue russe Le Nord, numéro 1 et 2, des 5 et 12 janvier 1892, signée A.Tchékhov. Elle est traduite aussi en français sous le titre Tête à l'évent.  
Sofia Kouvchinnikova est l'artiste dont la vie et la personnalité servit de modèle à Tchekhov pour écrire cette nouvelle.

## Résumé

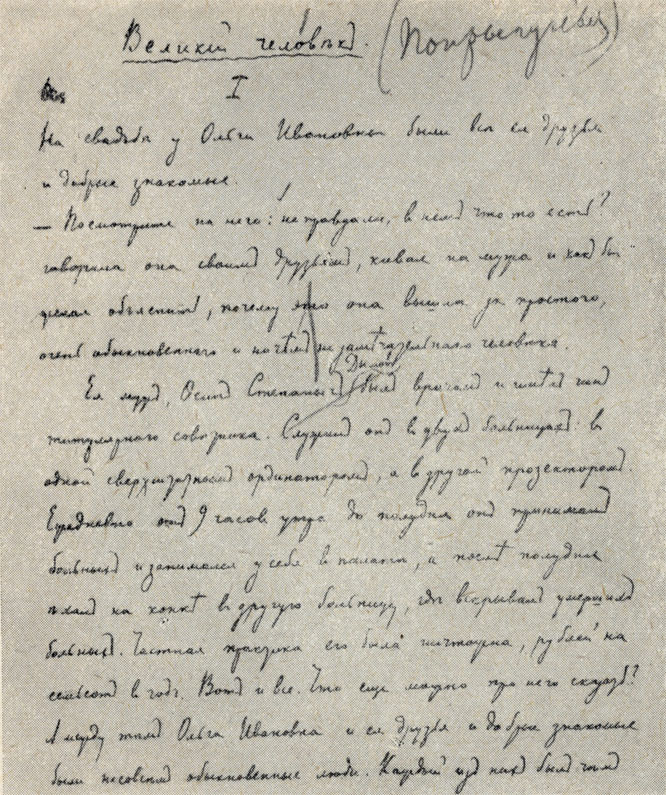
Manuscrit autographe de la nouvelle (1892).

Ossip Dymov, jeune médecin plein d’avenir, « âme pure comme du cristal », est marié à Olga, une belle femme mondaine qui tient salon avec les artistes locaux. Tandis qu'il s’épuise pour l’entretenir en se consacrant presque entièrement à sa vie professionnelle, elle multiplie les liaisons adultères. Au courant des infidélités de sa femme, Dymov les excuse. 
Après quelque temps, l'épouse adultère, déçue par ses amants, tente de regagner l'attention de son mari. Mais à ce moment, il est déjà trop tard. Afin de sauver un patient atteint de diphtérie, Dymov se contamine en aspirant accidentellement une membrane diphtérique. Obstruant ses propres voies respiratoires, le docteur meurt avec son patient.  C'est sur son cadavre encore chaud qu'Olga réalise enfin l'étendue des qualités du défunt.

## Édition française
- La Cigale, traduit par Edouard Parayre, éditions Gallimard, Bibliothèque de la Pléiade, 1970.